# Meguro
Meguro (目黒区; -ku) é uma região especial da Metrópole de Tóquio, no Japão.
Em 2003, tinha uma população estimada em 255,833 habitantes e uma densidade populacional de 17,403.61 h/km². Tem uma área total de 14.70 km².
Meguro foi fundada a 15 de março de 1947. Pela região passa o Rio Meguro.

## Distritos principais
- Meguro
- Nakameguro
- Jiyugaoka
- Komaba
- Ookayama